# Імені Мадінома Ібронова
імені Мадіно́ма Ібро́нова (тадж. ба номи Мадином Ибронов) — село у складі Хатлонської області Таджикистану. Входить до складу Зарбдорського джамоату Кулобського району.
Колишня назва Лоука.
Населення — 1258 осіб (2010; 1200 в 2009, 534 в 1976).
Національний склад станом на 1976 рік — таджики.